# Musmeah Yeshua Synagoge

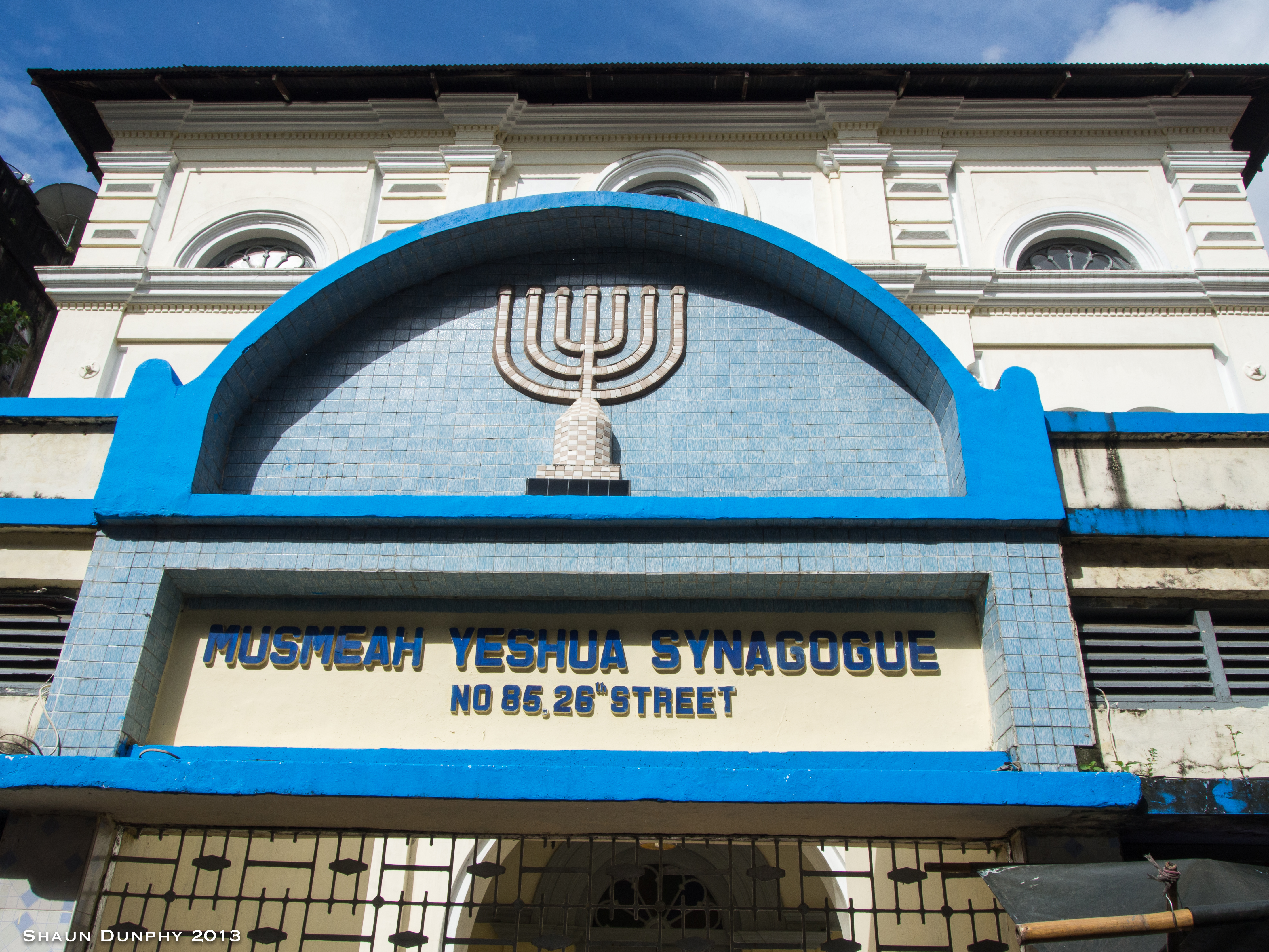
Musmeah Yeshua Synagoge in Rangun

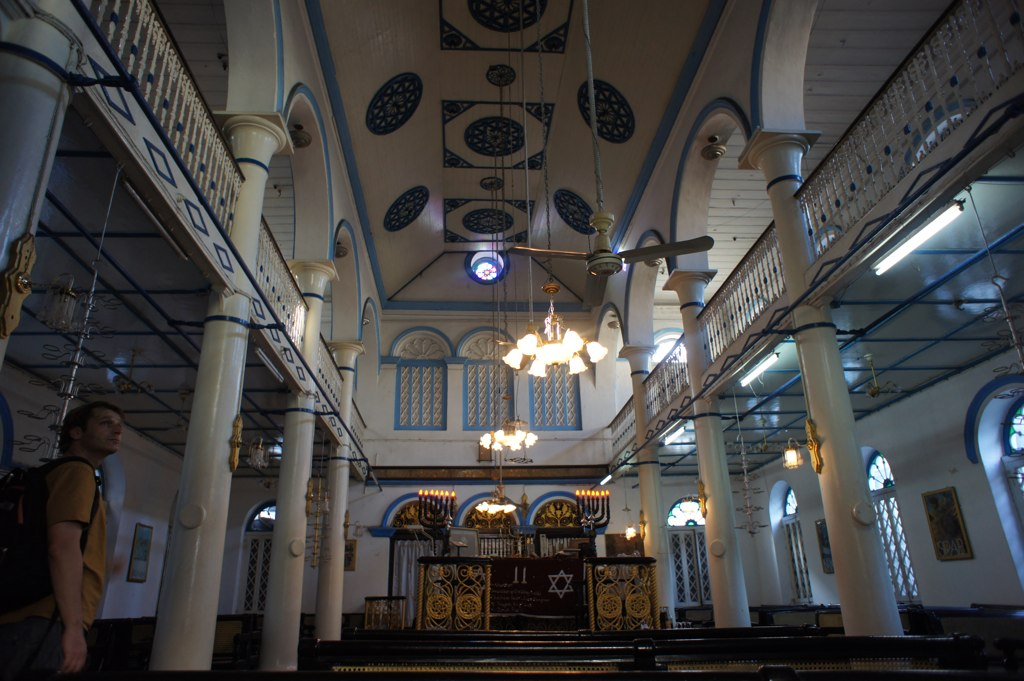
Innenansicht

Die Musmeah Yeshua Synagoge in Rangun, einer Stadt in Myanmar und Hauptstadt des Verwaltungsbezirks Yangon-Division, wurde von 1893 bis 1896 errichtet, um einen aus dem Jahr 1854 stammenden kleineren Vorgängerbau zu ersetzen. Die Synagoge befindet sich in der 26. Straße. Sie ist die einzige Synagoge in Myanmar. Seit 1996 ist sie ein geschütztes Kulturdenkmal.